# Grafito (arqueología)
Un grafito (en plural "grafiti"), en un contexto arqueológico, es una marca deliberada hecha al rayar o grabar una superficie extensa como una pared. Las marcas forman una imagen o escritura. El término no es habitualmente usado para la decoración grabada en pequeños objetos como huesos, lo cual constituye gran parte del Arte Paleolítico, pero podría ser usado en la producción de imágenes, usualmente de animales, que son comúnmente encontradas en cuevas. Aunque mucho menos conocidas que las pinturas rupestres del mismo período, ambas son habitualmente encontradas formando parte de la decoración de las mismas cuevas. En arqueología, el término podría o no incluir el más común sentido moderno de adición "no autorizada" en un edificio o monumento. Una técnica decorativa que consiste en rayar la capa superior de yeso u otro material para revelar debajo un material coloreado de manera diferente es más conocida como graffito. 

## Listados de grafiti
Las categorías básicas de grafiti en arqueología son:
- Escritura grafiti, o informal inscripciones,
- Imágenes en grafiti,
- Grafiti tipo Ostraca, con imágenes,
- Grafiti complejos, unidos, o categoría múltiple de grafiti.

## Grafiti en el Antiguo Egipto
El conocimiento actual de la historia del Antiguo Egipto surgió originalmente del estudio de las inscripciones, la literatura (El libro de los muertos), los registros históricos faraónicos, y los relieves, en las declaraciones de los templos, en los numerosos objetos individuales fueran estos faraónicos o de humildes súbditos egipcios. Los trabajos del siglo XX llevaron a encontrar fuentes menos comunes de información que señalaban la complejidad de las relaciones entre el faraón, sus funcionarios y los súbditos egipcios.

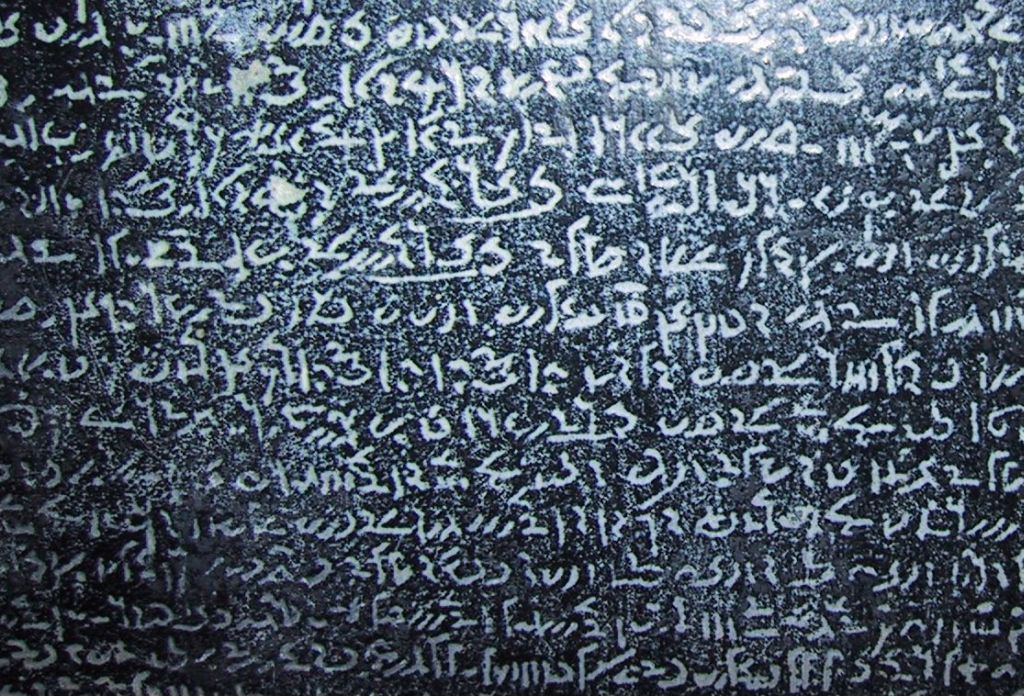
Ejemplo de escritura egipcia demótica de una réplica de la Piedra de Rosetta, 198 a. C.

Tres fuentes menores ayudaron a vincular las más importantes piezas en las interrelaciones del Antiguo Egipto: fuentes como las ostracas, los escarabeos, y los numerosos templos, canteras, etc. ayudaron a completar las piezas de las complejas relaciones del período. Los relieves, y la escritura de los mismos, son usualmente complementados con un grafito, a menudo en hierático, descubiertos en lugares que no están a simple vista, como la jamba de una puerta, un corredor, un vestíbulo o al costado o detrás de un objeto (como un bloque de piedra mismo).

### Grafiti religiosos en Deir el-Bahri
Los peregrinos de lugares religiosos dejaron numerosos grafiti en el sitio arqueológico egipcio de Deir el-Bahari.

### Grafiti del período demótico tardío (romano)
El demótico egipcio muy tardío fue usado solamente en ostracas, etiquetas de momias, sobrescrituras de textos griegos y grafiti. El último ejemplo datado de demótico egipcio está en el Templo de Isis en File, y es del 11 de diciembre del año 452 d. C.

## Grafiti en laantigua Atenas
Grandes cantidades de grafiti han sido encontradas en Atenas durante las excavaciones hechas por la Escuela Americana de Estudios Clásicos de Atenas; cerca de 850 fueron catalogados por Mabel Lang en 1976. Estas incluían una diferente variedad de distintos tipos de grafiti, como los abecedarios, las inscripciones kalós, insultos, marcas de propiedad, anotaciones comerciales, dedicaciones, inscripciones cristianas, mensajes, listados y pinturas. Todos datados desde el siglo VIII a. C. hasta el período romano tardío.

## Grafiti de la era cristiana

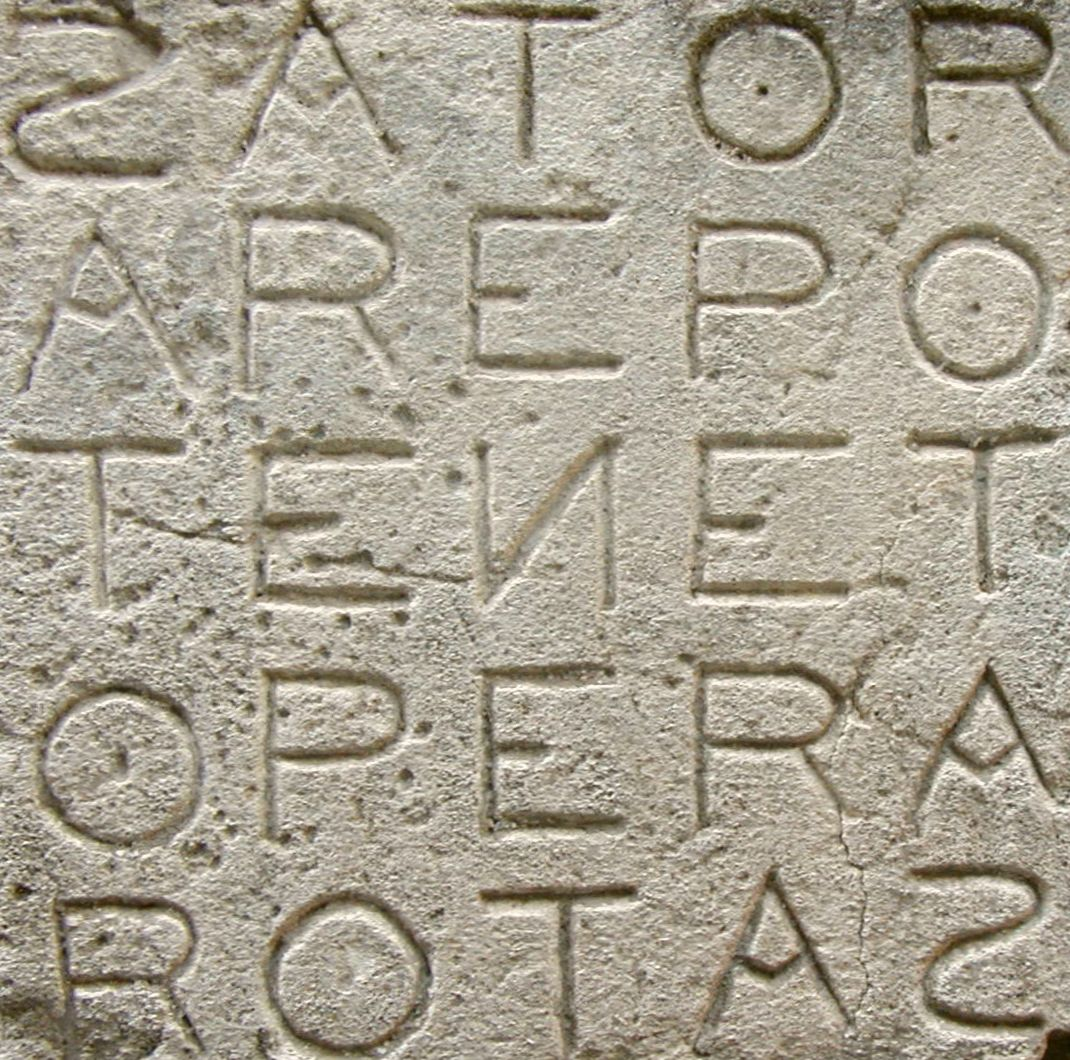
Cuadrado SATOR en Oppède

### El Cuadrado SATOR
El Cuadrado SATOR es un grafito muy utilizado en la era cristiana (aunque su datación es anterior), escrito en latín como palíndromo dentro de un cuadrado mágico y encontrado en numerosos sitios a lo largo del Imperio Romano (ej. Pompeya, Dura-Europos, Corinium, etc.). Siendo varias las interpretaciones sobre su significación, su existencia en columnas o paredes de distintos edificios pudo haber establecido la pertenencia religiosa de los habitantes de ese lugar, así como también, funcionado como talismán de protección para los mismos.

### Grafiti de la Iglesia Medieval
Grafiti datados de los siglos XIV al XVI han sido estudiados recientemente en Norfolk, Inglaterra. Los ejemplos mostrados debajo son de la iglesia parroquial San Nicolás en Blakeney, Norfolk.

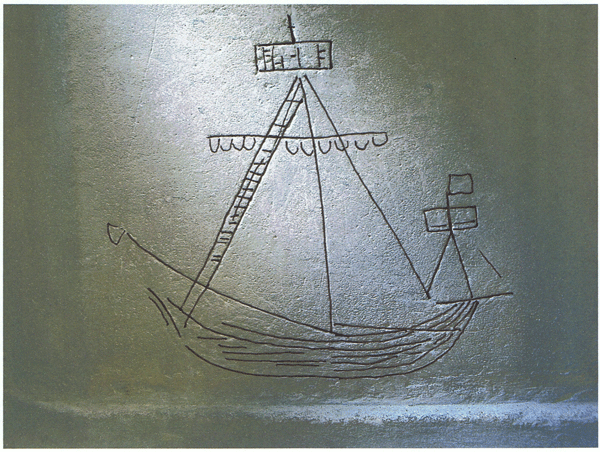
Un barco en grafito
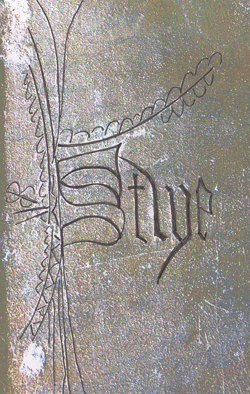
Grafito con un letra mayúscula decorada
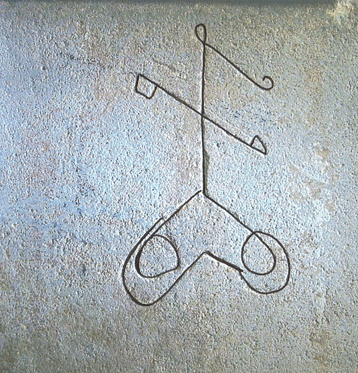
Una marca masona